# Tevnia
Tevnia is een geslacht van borstelwormen uit de familie van de Siboglinidae.

## Soorten
- Tevnia jerichonana Jones, 1985